# スピルバーグ!
『スピルバーグ!』（原題：Spielberg）は、2017年のアメリカ合衆国のドキュメンタリー映画。監督はスーザン・レイシーで、映画監督のスティーヴン・スピルバーグのキャリアを辿る。
アメリカの放送局HBOのドキュメンタリーとして製作され、2017年10月5日に第55回ニューヨーク映画祭にて上映されたのち、2017年10月7日にHBOにて初回放送された。日本では2018年8月3日にスターチャンネルにて初回放送された。
第70回エミー賞のドキュメンタリー/ノンフィクションスペシャル部門にノミネートされている。

## 概要
スティーヴン・スピルバーグ本人をはじめ、彼の映画への出演者や共同製作者、家族、友人へのインタビューを通して、彼のキャリアを辿りながら演出法や逸話が明かされる。

## キャスト

### インタビュー
- J・J・エイブラムス
- リア・アドラー（英語版） †
- ボブ・バラバン
- クリスチャン・ベール
- エリック・バナ
- ドリュー・バリモア
- ケイト・ブランシェット
- スティーヴン・ボッコ（英語版）
- ジェームズ・ブローリン
- リック・カーター
- フランシス・フォード・コッポラ
- ピーター・コヨーテ
- ダニエル・クレイグ
- トム・クルーズ
- ダニエル・デイ＝ルイス
- ブライアン・デ・パルマ
- ローラ・ダーン
- レオナルド・ディカプリオ
- リチャード・ドレイファス
- デヴィッド・エデルスタイン（英語版）
- ロジャー・アーネスト
- サリー・フィールド
- レイフ・ファインズ
- ハリソン・フォード
- デヴィッド・ゲフィン
- ジェフ・ゴールドブラム
- ドリス・カーンズ・グッドウィン
- トム・ハンクス
- J・ホバーマン（英語版）
- ダスティン・ホフマン
- ホリー・ハンター
- アネット・インスドーフ（英語版）
- ジョアンナ・ジョンストン
- マイケル・カーン
- ヤヌス・カミンスキー
- ローレンス・カスダン
- ジェフリー・カッツェンバーグ
- ベン・キングズレー
- キャスリーン・ケネディ
- デヴィッド・コープ
- トニー・クシュナー
- ジョージ・ルーカス
- ローリー・マクドナルド
- フランク・マーシャル
- ジャネット・マスリン
- メリッサ・マシスン †
- トッド・マッカーシー
- ロナルド・マイヤー（英語版）
- デニス・ミューレン
- リーアム・ニーソン
- ウォルター・F・パークス
- マイケル・フィリップス
- マーティン・スコセッシ
- A・O・スコット
- シドニー・シャインバーグ（英語版）
- アダム・サムナー
- アン・スピルバーグ（英語版）
- アーノルド・スピルバーグ（英語版）
- ナンシー・スピルバーグ
- トム・ストッパード
- ジョン・ウィリアムズ
- オプラ・ウィンフリー
- ロバート・ゼメキス
- ヴィルモス・スィグモンド †

カレン・アレン、ベネディクト・カンバーバッチ、アンソニー・ホプキンス、ジュード・ロウへのインタビューも行われたが、映画の完成版には含まれなかった。
† = 本作の放送前に亡くなった人物。

## 製作
本作は2017年7月にHBOにより発表され、同年10月7日に放送された。9月にトレイラーとともにインタビューを受けた人物のリストが発表された。

## 公開
2017年10月7日のHBOでの放送に先駆け、10月5日に第55回ニューヨーク映画祭にてプレミア上映された。

### 評価
映画批評集積サイトのRotten Tomatoesには35件のレビューがあり、批評家支持率は91%、平均点は10点満点で7.6点となっている。また、Metacriticでは14件の批評に基づき加重平均値は71/100となっている。